# Cantonul Cancale
Cantonul Cancale este un canton din arondismentul Rennes, departamentul Ille-et-Vilaine, regiunea Bretania, Franța.

## Comune
| Comune                 | Populație (1999) | Cod poștal | Cod INSEE |
| ---------------------- | ---------------- | ---------- | --------- |
| Cancale                | ...              | 35260      | 35049     |
| La Fresnais            | ...              | 35111      | 35116     |
| Hirel                  | ...              | 35120      | 35132     |
| Saint-Benoît-des-Ondes | ...              | 35114      | 35255     |
| Saint-Coulomb          | ...              | 35350      | 35263     |
| Saint-Méloir-des-Ondes | ...              | 35350      | 35299     |